# Amata janenschi
Amata janenschi là một loài bướm đêm thuộc phân họ Arctiinae, họ Erebidae.